# Новоселица (Сумский район)
Новосе́лица (укр. Новоселиця) — село,
Верхнесыроватский сельский совет, Сумский район, Сумская область, Украина.
Код КОАТУУ — 5924782904. Население по переписи 2001 года составляло 436 человек.

## Географическое положение

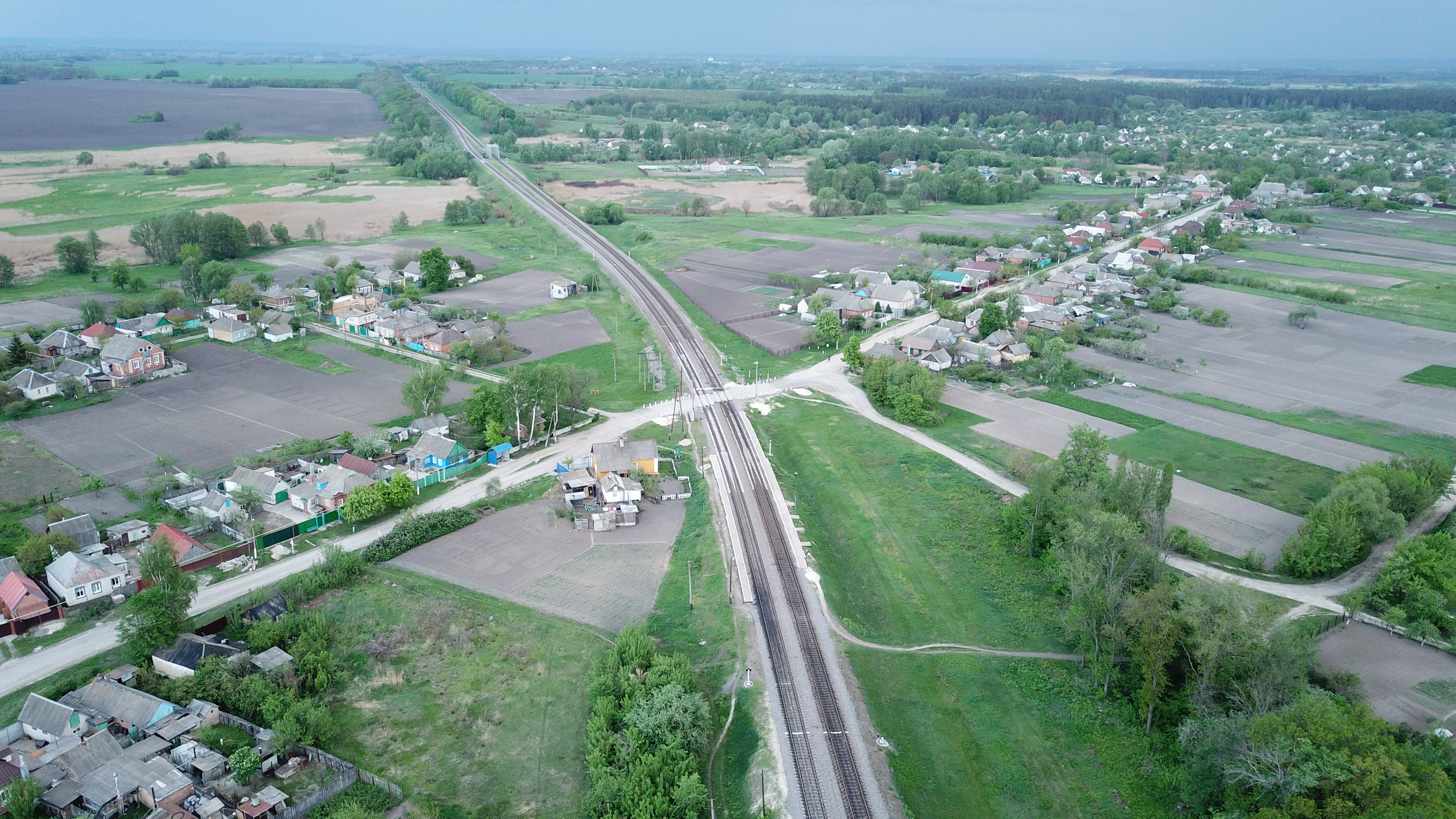
Новоселица вид с высоты. жд.переезд,вид на мост через реку Сыроватка.

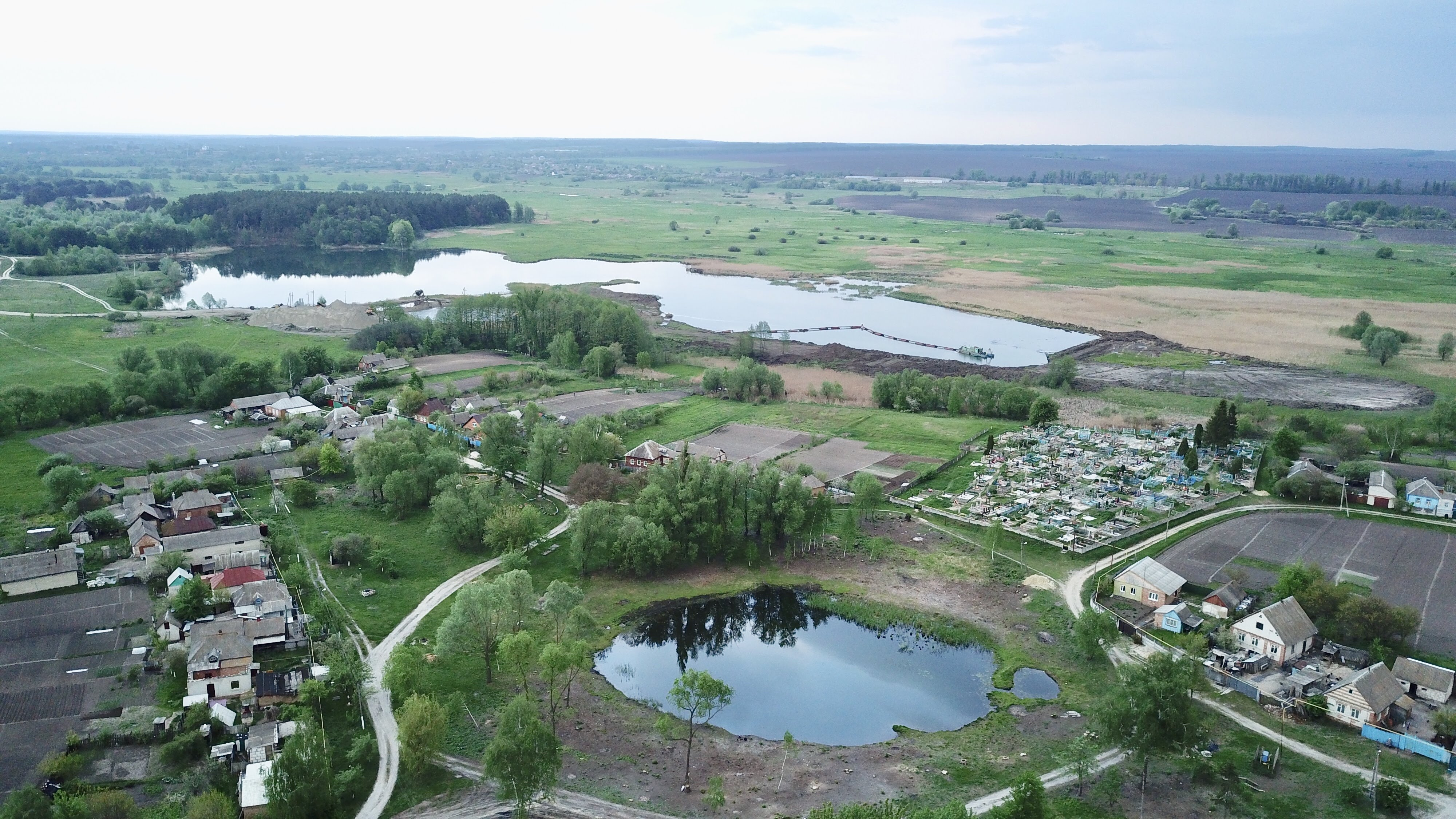
Уже высохшее озеро в селе и новое образовавшееся на месте работы "земснаряда" на окраине села.

Село Новоселица находится на правом берегу реки Сыроватка, выше по течению на расстоянии в 1 км расположено село Верхняя Сыроватка, ниже по течению на расстоянии в 2 км расположено село Старое Село,
на противоположном берегу — село Нижняя Сыроватка.
В 1,5 км от села начинается город Сумы.
Около села большие отстойники (~190 га).
Через село проходит железная дорога, станция Платформа 68 км.
Рядом проходит автомобильная дорога Н-12. Село окружают дачные поселения "Химик1" - "Химик2" - "Учитель7" и "Звезда". 

## Объекты социальной сферы
- Библиотека.

## Известные люди

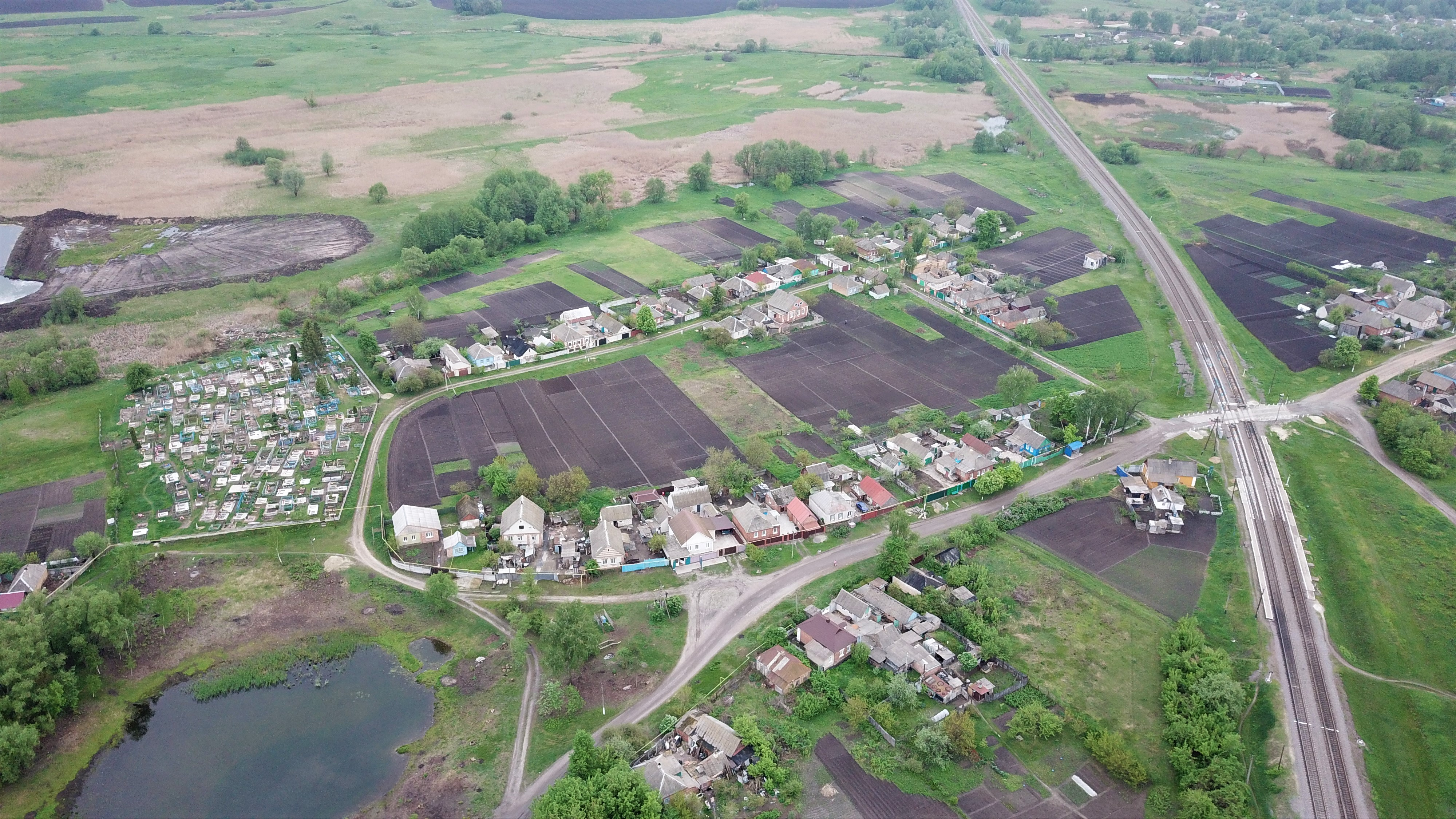
Вид на улицу Тургенева и кладбище.

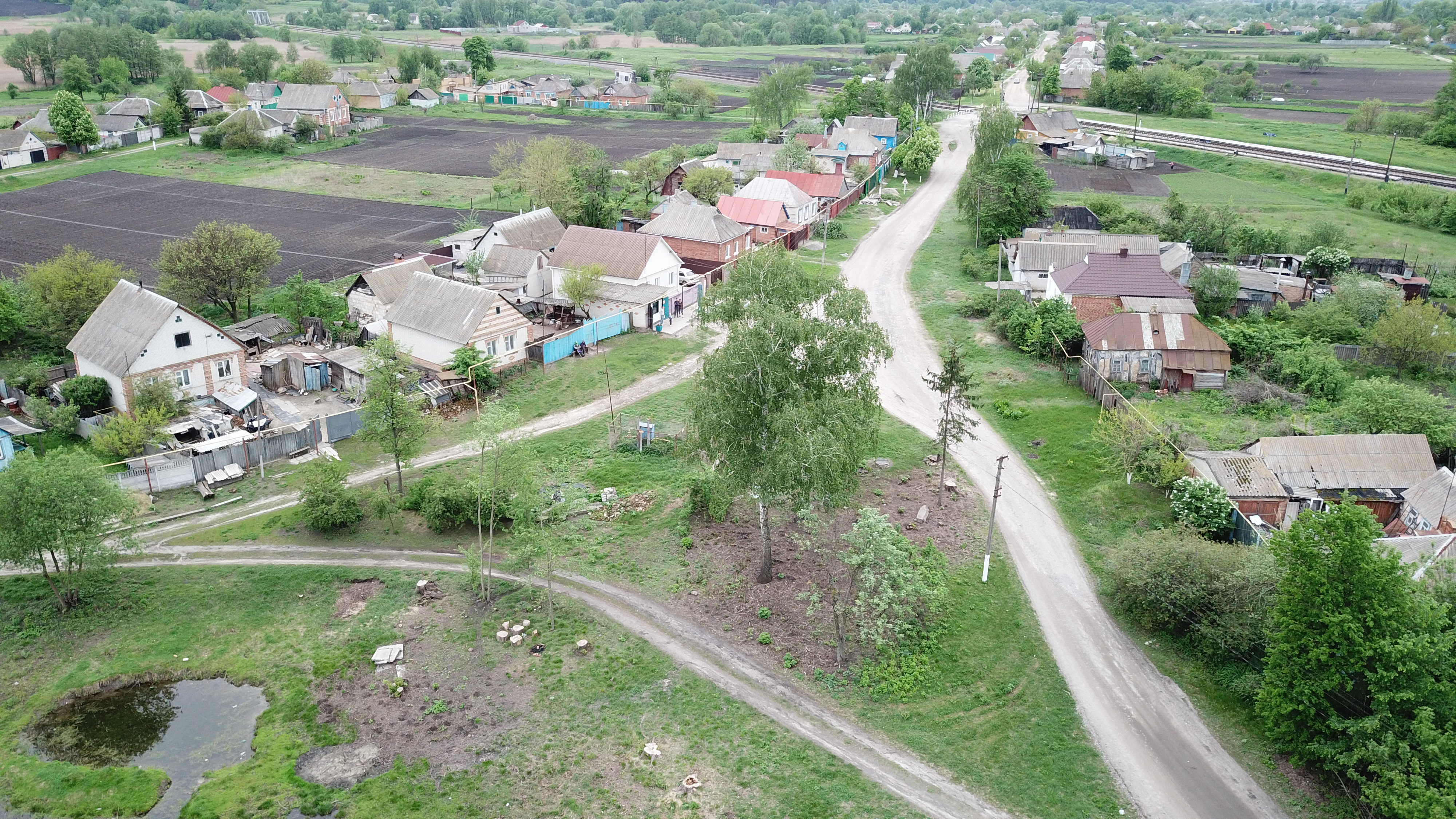
Ул.Набережная и железнодорожный переезд.

- Денисенко Сергей Петрович (1921—1961) — Герой Советского Союза, родился в селе Новоселица.